# مشاري الظفيري
مشاري الظفيري بطل راليات كويتي.

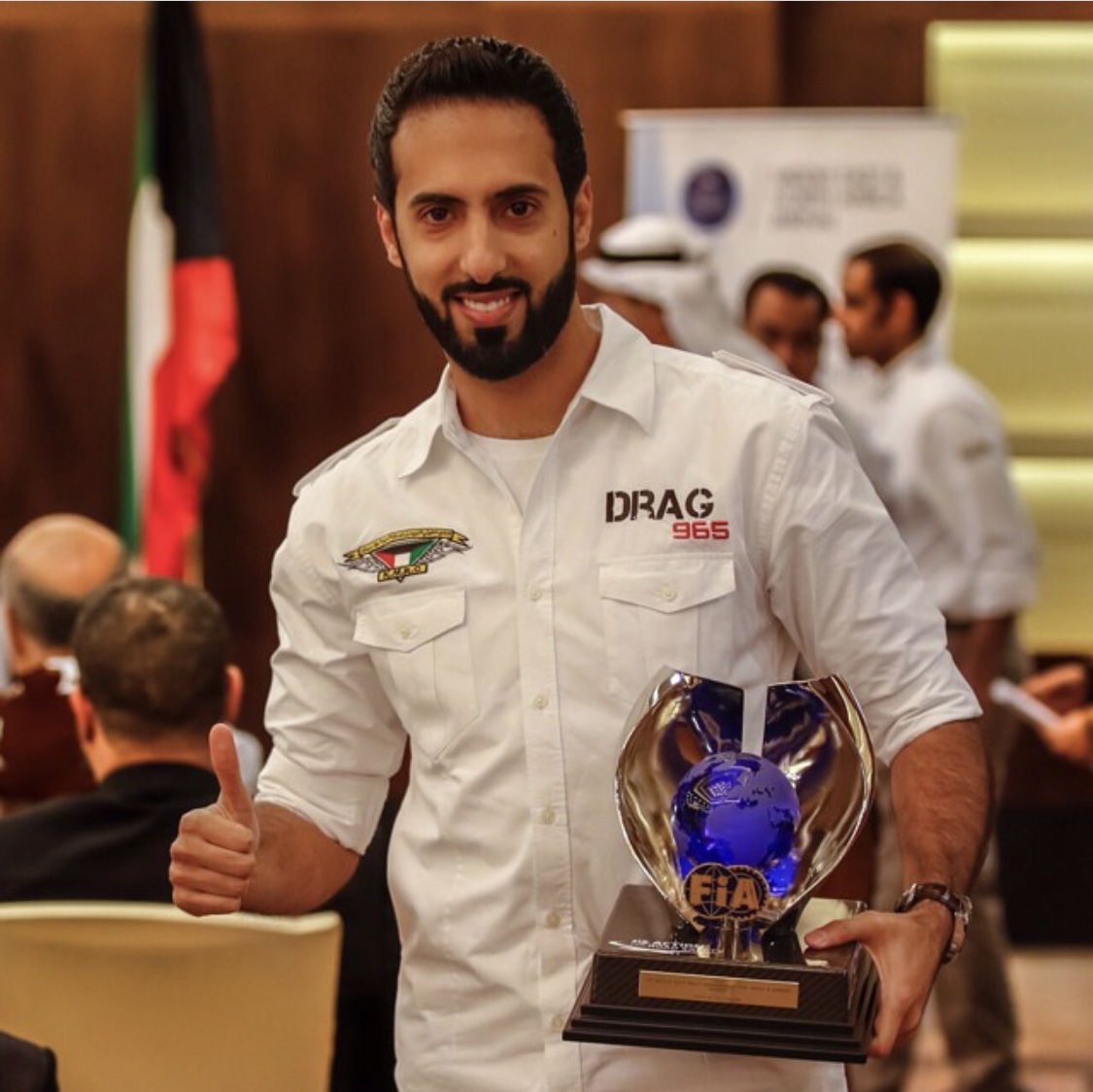

من مواليد 1982 ، أول مشاركة له كانت في عام 2000 برالي الكويت المحلي ، ثم توالت المشاركات في السنين التي تليها ، إلى ان حقق بطولة الشرق الأوسط لقروب (N) للراليات في عام 2013 و 2014 ، و 2017 ، و 2018 ، و 2019 ،
و بطولة الكويت الوطنية بالمراكز الأولى من 2004 إلى 2006 ، و 2009 و 2010 و من 2013 إلى 2016 و 2018 ، و يُعتبر مشاري الظفيري من عائلة ذات مشاركات و إسهامات في رياضة المحركات في الكويت .